# Cricosaura typica
Cricosaura typica là một loài thằn lằn trong họ Xantusiidae. Loài này được Gundlach mô tả khoa học đầu tiên năm 1863.